# Terminonatator ponteixensis
Il terminonatator (Terminonatator ponteixensis) è un rettile marino estinto, appartenente ai plesiosauri. Visse nel Cretaceo superiore (Campaniano, circa 75 milioni di anni fa) e i suoi resti fossili sono stati ritrovati in Nordamerica (Saskatchewan). È uno dei più recenti plesiosauri vissuti nel Mare interno occidentale.

## Descrizione
Questo rettile marino è conosciuto per uno scheletro incompleto, ma parzialmente articolato, ritrovato nella formazione Bearpaw. Come tutti i plesiosauri, era dotato di un collo molto lungo, un corpo appiattito e zampe trasformate in strutture simili a pinne. Sembra che lo scheletro appartenesse a un adulto, a causa della fusione degli archi neurali alle vertebre; se così fosse, Terminonatator avrebbe dimensioni ridotte rispetto a quelle dei suoi stretti parenti (gli elasmosauridi), con solo 7 metri di lunghezza. È possibile che il collo fosse particolarmente lungo, come in Elasmosaurus, e che Terminonatator potesse raggiungere i 9 metri di lunghezza. Il cranio era lungo circa 27 centimetri, e possedeva un muso insolitamente corto se rapportato a quello di altri elasmosauridi. Ogni lato della mascella possedeva almeno 13 denti lunghi e acuminati, mentre la mandibola presentava 17 o 18 denti. Sulla mandibola, inoltre, era presente un insolito processo coronoide particolarmente alto. All'interno della scatola cranica si è conservato parte del cervello e di altri tessuti nervosi. La colonna vertebrale è incompleta, così come i cinti scapolare e pelvico. Il femore era più lungo dell'omero, cosa insolita per un elasmosauride. Insieme allo scheletro sono stati ritrovati oltre 150 gastroliti, il più grande dei quali misura 6 centimetri di diametro.

## Classificazione
Terminonatator è stato descritto per la prima volta nel 2003 sulla base di resti fossili provenienti dalla formazione Bearpaw (Saskatchewan), a Ponteix, in strati del Campaniano. Rappresenta uno dei più recenti plesiosauri che vissero nel Mare interno occidentale (da qui il nome Terminonatator, ovvero "ultimo nuotatore"). Terminonatator è un rappresentante degli elasmosauridi, un gruppo di plesiosauri dai colli eccezionalmente allungati, diffusissimi nel Cretaceo nordamericano. Non è chiaro, però, quali fossero le parentele di questo animale all'interno di questa famiglia.